# 石城郡
石城郡，中国古代设置的郡。
- 本西汉石城县。十六国时北燕分右北平郡置石城郡，隶属於并州，下领石城县，治所在石城县（今辽宁建昌县西）。北魏太平真君八年（447年）废郡存县，改隶营州建德郡。
- 北魏魏宣武帝正始二年（505年）置石城郡，治所在石城县（后改为同堤县，在今河南灵宝市东南七十五里）。属司州。辖境相当今河南省灵宝市一带。西魏废帝元年（552年）改为安乐郡。
- 东魏置石城郡，北周沿置，治所在石城县（今山西蒲县东南25公里黑龙关镇）。《隋书·地理志》龙泉郡：“蒲，后周置，有伍城郡及石城郡、石城县，周末并废。”
- 北周改竟陵郡置石城郡，治所在长寿县（今湖北钟祥市）。属沔州。辖境相当今湖北省钟祥市一带。隋文帝开皇初废。
- 南诏置石城郡，治今云南省曲靖市西北西山。大理国时期的郡部制。下辖14部，今属红河州的有弥鹿部（泸西）、弥勒部（弥勒）。当时郡民多为乌蛮夷种，属彝族。